# AF (Automarke)
AF war eine britische Automarke.

## Markengeschichte
Dave Pepper gründete 1987 das Unternehmen Auto Forge Automobiles in Coventry. Er begann mit der Produktion von Automobilen und Kits. Der Markenname lautete AF. 1990 endete die Produktion zunächst. A.F. Sports aus Coventry setzte die Produktion von 1994 bis 1996 fort. Darauf folgten Peter Scott Diamond von 1997 bis 1999 sowie Unique Autocraft von 2002 bis 2003. Der letzte Hersteller war entweder AF Limited von 2004 bis 2005 oder Autoforge Motor Company aus Coventry von 2003 bis 2005. Insgesamt entstanden etwa 40 Exemplare.

## Fahrzeuge
Das einzige Modell war der Sports. Er ähnelte entfernt dem Modell Berretta der Burlington Design Group. Es war ein Fahrzeug im Stile der 1930er Jahre, wahlweise als Roadster mit zwei Sitzen und als Tourenwagen mit 2 + 2 Sitzen. Ein Gitterrahmen bildete die Basis. Die Karosserie bestand aus Aluminium und die Kotflügel aus Fiberglas. Zunächst trieb ein Vierzylindermotor vom Ford Cortina das Fahrzeug an. Alternativ standen auch Motoren von Fiat und Toyota zur Verfügung. Später kam der Motor vom Ford Sierra.